# Theridion petraeum
Theridion petraeum là một loài nhện trong họ Theridiidae.
Loài này thuộc chi Theridion. Theridion petraeum được Ludwig Carl Christian Koch miêu tả năm 1872.